# Eurema ada
Eurema ada é uma espécie de borboleta no género Eurema. Ela foi descoberta no norte de Bornéu e descrita em 1871. Suas principais características são que sua cor é pálida sulfurosa, não branco, e as margens limite nas suas asas são mais escuras. A sua envergadura é de 35 mm.

## Conhecidas subespécies
Listadas por ordem alfabética:
- E. um. choui Gu, 1994
- E. um. indosinica Yata, 1991
- E. um. iona Talbot, 1939
- E. um. prabha Fruhstorfer
- E. um. toba (de Nicéville), [1896])
- E. um. varga Fruhstorfer
- E. um. yaksha Fruhstorfer